# Flying Wild Hog
Flying Wild Hog – polski producent i wydawca gier komputerowych z siedzibą w Warszawie. Firma została założona 1 kwietnia 2009 roku przez Tomka Barana, Michała Szustaka i Klaudiusza Zycha. 
Pomysł na nazwę studia wziął się od zamiłowania założycieli do gry World of Warcraft, w której dziki są często spotykanymi bestiami. 

## Historia
Pracownicy studia stworzyli autorski silnik gry RoadHog, a ich debiutem była gra Hard Reset (2011), do której wyprodukowali darmową zawartość do pobrania Exile (2012), wydaną również w zbiorczym wydaniu Hard Reset: Extended Edition. 
W maju 2013 roku ogłoszono, że Flying Wild Hog z firmą Devolver Digital pracuje nad remakiem klasycznej gry first-person shooter Shadow Warrior (1997), który został wydany 26 września 2013 roku na komputery osobiste. Pierwszy publiczny pokaz gry nastąpił podczas targów gamescom 2013. Do momentu wydania Wiedźmina 3, Shadow Warrior był najlepiej ocenianą polską grą w sklepie PlayStation Store. 
W grudniu 2015 roku firma otworzyła studio w Krakowie, a we wrześniu 2018 roku w Rzeszowie.
W 2019 r. Flying Wild Hog zostało przejęte przez spółkę Supernova Capital, która rok później sprzedała 100% udziałów holdingowi Embracer Group. Transakcja wyniosła 137 mln dol., czyli ok. 520 mln zł. W ten sposób Flying Wild Hog zostało częścią grupy Plaion. 

## Lista wyprodukowanych gier
| Rok  | Tytuł             | Platformy                                                                    | Wydawca                                      |
| ---- | ----------------- | ---------------------------------------------------------------------------- | -------------------------------------------- |
| 2011 | Hard Reset        | PC                                                                           | Flying Wild Hog                              |
| 2013 | Shadow Warrior    | PC, PlayStation 4, Xbox One                                                  | Devolver Digital                             |
| 2014 | Juju              | PC, PlayStation 3, Xbox 360, Android                                         | Flying Wild Hog                              |
| 2016 | Shadow Warrior 2  | PC, PlayStation 4, Xbox One                                                  | Devolver Digital                             |
| 2016 | Hard Reset Redux  | PC, PlayStation 4, Xbox One                                                  | Good Shepherd Entertainment / Gambitious     |
| 2020 | Devolverland Expo | PC                                                                           | Devolver Digital                             |
| 2021 | Space Punks       | PC, PlayStation 5, Xbox Series X/S                                           | Jagex Ltd                                    |
| 2021 | Shadow Warrior 3  | PC, PlayStation 4, PlayStation 5, Xbox One, Xbox Series X/S                  | Devolver Digital                             |
| 2022 | Trek to Yomi      | PC, PlayStation 4, PlayStation 5, Xbox One, Xbox Series X/S, Nintendo Switch | Devolver Digital                             |
| 2022 | Evil West         | PC, PlayStation 4, PlayStation 5, Xbox One, Xbox Series X/S                  | Focus Entertainment / Focus Home Interactive |